# عبادالله، شرور
عبادالله (به ترکی آذربایجانی: İbadulla) یک روستا و بخش در جمهوری آذربایجان است که در شهرستان شرور واقع شده‌است. عبادالله ۱٬۳۶۵ نفر جمعیت دارد.